# Urdlia
Urdlia (norwegisch) ist ein steil ansteigender Hügel im ostantarktischen Königin-Maud-Land. In der Gjelsvikfjella ragt er östlich des Trolltinden in der Mayrkette auf.
Wissenschaftler des Norwegischen Polarinstituts benannten ihn 2011 nach Urd, einer der drei Nornen aus der nordischen Mythologie.